# Фока
Вижте пояснителната страница за други личности с името Фока.
Флавий Август Фока (на латински: Flavius Phocas Augustus; на гръцки: Φωκάς, Phokas * 547, Тракия; † 5 октомври 610, Константинопол) e късноримски (византийски) император от 602 до 610 г.

## Произход и възкачване на престола
Произходът на Фока е неизвестен. Казва се, че бил тракиец. Син е на Доментция трако-римлянка, и неизвестен баща. Той има два братя Коментиол и Доментциол. Чичо е на генерал и куропалат Доментциол.
Фока е бил прост офицер (стотник), който нямал нужното образование, за да управлява. Той служи в Дунавската армия, когато император Маврикий организира поход срещу славяните на север от Дунав. По заповед на императора войниците трябвало да прекарат зимата на 602 г. на север от Дунавската граница в дн. Влашко, където да си набавят провизии сами. Спирането на заплатите допълнително разпалва недоволството на войската, което води до бунт срещу Маврикий и издигането на Фока като водач. Метежът бързо се разраства и през ноември 602 г. помита правителството на Маврикий в Константинопол, който е свален от престола и убит по жесток начин, заедно със синовете си.

## Управление
Шахът на Персия Хосров II взема като предлог незаконното възкачване на Фока и убийството на своя съюзник Маврикий, за да обяви нова война и да атакува източните провинции. За няколко години ромейската отбрана на изток е разбита. Изгубен е контролът над Месопотамия и Армения, а Балканите отново са опустошени от славяни и авари. Империята навлиза в етап на криза.
За краткото време, в което управлява, Фока хвърля страната в анархия и терор със своя деспотизъм. Аристокрацията прави опити да свали този „войнишки император“. Историкът Теофилакт Симоката го представя като типичен тиранин и алкохолик, отдаден на кръвожадна жестокост и низки удоволствия. Съществуват обаче достатъчно доказателства, че поне в началото на управлението си Фока е решителен, макар и некомпетентен лидер, бойкотиран от аристокрацията в момент на бързо нарастващи външнополитически заплахи.
Неговите решения в крайна сметка започват да се влияят главно от скандиранията на тълпите в Хиподрума. В началото на своето управление Фока намира поддръжка от зелените, а по-късно – от сините. Това води до сблъсъци помежду им. С цел да остане популярен сред населението, той прави големи разходи за благотворителност, приюти и сиропиталища. В същото време свирепо се разправя с всякаква опозиция и потиска столичната аристокрация. Много сенатори са екзекутирани по неговото време, като така загиват голяма част от наследниците на староримските знатни фамилии.
По време на управлението му се разгаря спор между Рим и Константинопол за титлата „Вселенски патриарх“. Фока признава върховенството на папата като пръв между патриарсите и това му донася благосклонността на Бонифаций III.

## Сваляне от трона
Постепенно всички кръгове от обществото се настройват против Фока, управляващ чрез повсеместен терор. В Сирия, Египет и Картаген избухват бунтове на войските срещу императора. Вълненията скоро прерастват в нов преврат. В Картаген губернаторът на Африкански екзархат Ираклий Старши започва голямо въстание през 608 г. и отцепва провинцията от централната власт. На следващата година бунтовниците присъединяват и Египет. Когато армията и флотът на неговия син Ираклий пристигат в Константинопол на 5 октомври 610 г., император Фока е предаден от дворцовата охрана, командвана от зет му Приск.
Фока е свален от власт от новия претендент за император Ираклий, който лично го обезглавява. Последните думи на Фока са отправени към неговия наследник: „И ти няма да управляваш по-добре“.
Управлението на Фока остава като едно от най-катастрофалните в историята на Византия.

## Семейство
Фока се жени за Леонтия и е баща на Доментция, омъжена през 607 г. за генерал Приск.